# 에런 슈로더
에런 해럴드 슈로더(Aaron Harold Schroeder, 1926년 9월 7일 ~ 2009년 12월 2일)는 미국계 작곡가, 음악 출판인이다.
1926년 9월 7일 브루클린에서 태어났다. 뉴욕 시에서 피오렐로 H. 라과디아 고등학교를 졸업했다.
2,000곡이 넘는 곡을 지었으며 이 중 17곡은 엘비스 프레슬리가 녹음했다. 전 세계적인 히트곡 〈It's Now or Never〉의 저자로 가장 저명하고 그 외에도 J. 레슬리 맥퍼랜드와 〈Stuck on You〉 (1960)를, 월리 골드와 〈Good Luck Charm〉 (1962)을, 시드니 위치와 〈A Big Hunk o' Love〉 (1959)을 작곡하기도 했다. 독립 음반사 뮤직코어 레코드를 설립하고 진 피트니의 매니저로 종사하고 프랭크 시나트라, 냇 킹 콜, 로이 오비슨 등 가수의 곡을 작곡한 경력도 있다.
병환에 따른 합병증으로 엥글우드의 릴리언 부스 액터 홈에서 향년 83세로 사망했다.